# Tiquinho
Pour le footballeur brésilien, voir Tiquinho Soares.
Fábio André Da Silva Ferraz dit Tiquinho est un footballeur angolais et portugais né le 14 juillet 1985 à Sesimbra. Il évolue au poste de milieu de terrain.
Tiquinho est international angolais.
Il a joué cinq matchs en Ligue des Champions avec l'Anorthosis Famagouste.

## Carrière
- 2006-07 :  CS Marítimo
- 2007-08 :  AEL Limassol
- 2008 :  Anorthosis Famagouste
- 2009 :  AEK Larnaca
- 2009- :  AE Paphos[1],[2]